# شريف آباد (قلعة خواجة)
شريف آباد (بالفارسية: شریف‌آباد) هي منطقة سكنية تقع في إيران في قسم قلعة خواجة الريفي. يقدر عدد سكانها بـ 50 نسمة .